# Шарипов, Сабир Нагимович
Шарипов, Сабир Нагимович (20 марта 1948, Бакеево, Башкирская АССР — 31 августа 2018, Уфа) — писатель, заслуженный работник культуры Республики Башкортостан (1997 год). Член Союза писателей (1986), Союза журналистов (1991) СССР.

## Биография
Шарипов Сабир Нагимович родился 20 марта 1948 года в Башкирском АССР в Белорецком районе деревни Бакеево в семье работника лесного хозяйства. После окончания восьмилетней школы в родной деревне, в 1963—1967 годах учился в Белорецком педагогическом училище. После получения диплома по приступил к преподавательской деятельности в родной школе. В 1969 году поступил в Башкирский государственный университет на факультет филологии, изучал башкирский и русский языки. В 1974 году, после окончания БГУ, работал переводчиком в редакции газеты «Советская Башкирия». В 1977 году будучи офицером запаса, прошел службу в армии. Затем продолжил работу в газете в должности начальника отдела литературы, искусства и культуры. Потом в течение нескольких лет работал сотрудником в редакции журнала «Агидель». С 1990 по 2003 годы трудился в редакции издательства «Китап».

## Творчество
Первый сборник рассказов «Тауҙарҙағы эҙ» («Следы в горах») вышел в 1982 году. Далее последовали сборники «Ҡайынлы артылыш» («Берёзовый перевал», 1985), «Старозимовье» (1995), «Аҡ ҡулсатыр» («Белый зонт», 1998) и другие. Основные темы произведений — жизнь современной башкирской деревни, бережное отношение к природе.
Роман «Хушлашмайым…» («Не прощаюсь…», 1992) посвящён солдатам-строителям Байкало-Амурской магистрали.
Произведения Шарипова переведены на русский, татарский, украинский, чувашские языки.
Перевёл на башкирский язык рассказ «Судьба человека» («Кеше яҙмышы», 2005) Михаила Шолохова.
В 2008 году получил премию имени Хамматова.

## Дополнительная информация
Увлекался рыбной ловлей, охотой, шахматами. Играл на баяне.